# Sinagoga Cymbalista

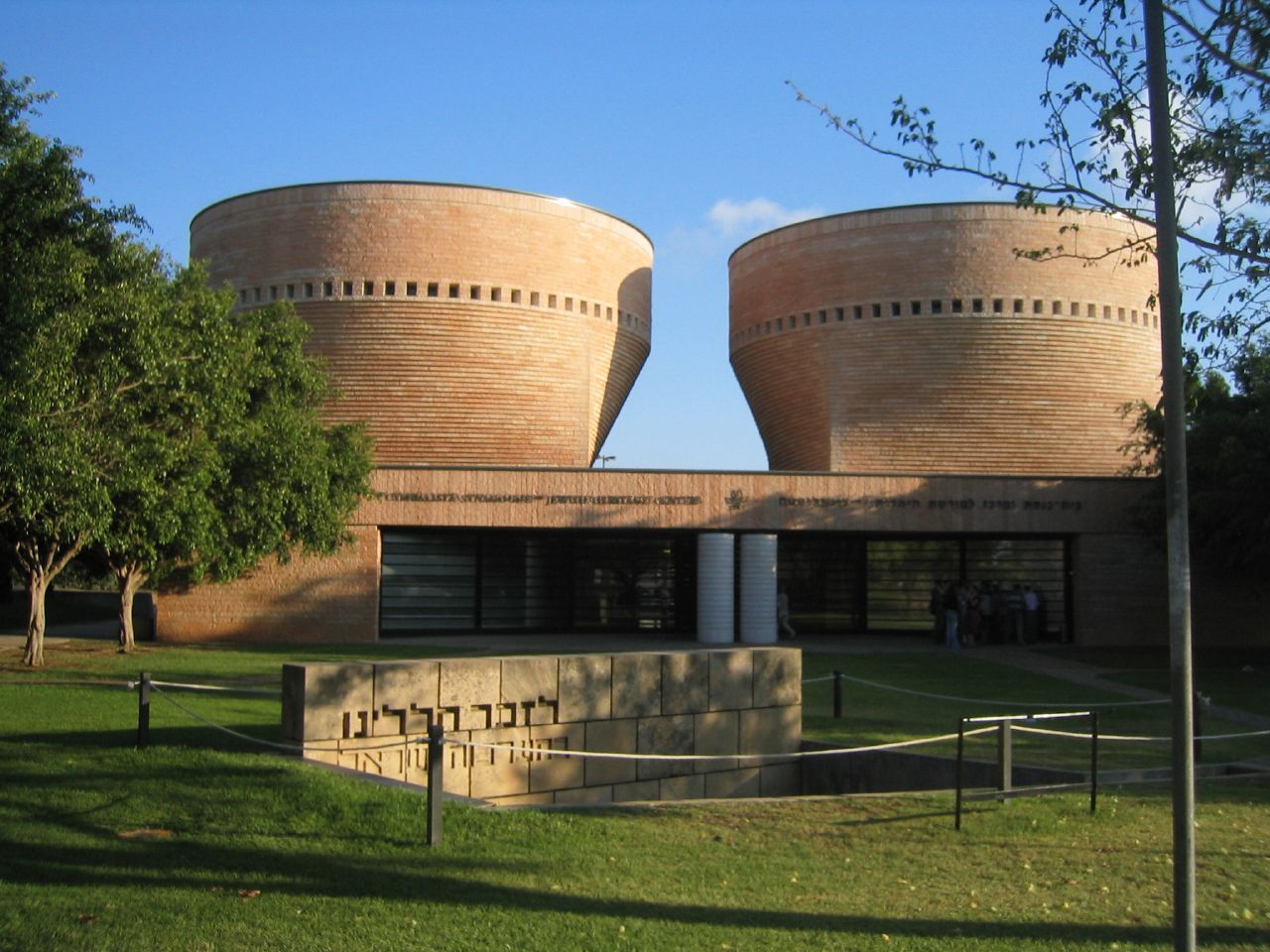
La Sinagoga Cymbalista.

La Sinagoga Cymbalista y Centro de la Herencia Judía (en hebreo בית הכנסת והמרכז למורשת היהדות ע"ש צימבליסטה) es la sinagoga principal de la Universidad de Tel Aviv y además un centro cultural para la protección de la herencia judía, ubicada en la ciudad de Tel Aviv. La sinagoga debe su nombre a los suizos Paulette y Norbert Cymbalista, los cuales encargaron el diseño de la sinagoga al arquitecto suizo Mario Botta, el cual la diseñó en 1996. 

## La sinagoga
La sinagoga fue construida en 1998. Desde la parte de afuera, la misma se asemeja a dos tubos hechos con ladrillos traídos de Asia. Los dos tubos crecen desde sus bases de forma cuadrada, las cuales forman las salas comunes. El edificio tiene dos salas separadas en la entrada, la cual crea una bipolaridad entre la sala para rezos, que mira hacia el Este y el Bet Midrash, que mira hacia el Oeste.
El Hejal está rodeado por un anillo de alabastro, el cual llena de luz a la sala de rezos, creando una imagen de santidad inspirada por la luz alrededor del Hejal. Encima de la sinagoga existe algo parecido a una jupá, la cual deja entrar la luz desde el techo, además de la inscripción con un versículo de la Torá, el cual dice "שויתי יהוה לנגדי תמיד" o en hebreo, "Yo pondré a Dios siempre antes que yo" de Salmos 16:8. Esta sinagoga fue diseñada y construida cuando muchos arquitectos famosos estaban diseñando edificios importantes en Israel.